# Brandy (Brandy)
Brandy è il primo album in studio di Brandy, pubblicato per la Atlantic Records nel 1994.

## Tracce
1. Movin' on – 4:27 (Keith Crouch)
2. Baby – 5:13 (K. Crouch, Kipper Jones, Rahsaan Patterson)
3. Best Friend – 4:48 (K. Crouch, Glenn McKinney)
4. I Wanna Be Down – 4:51 (K. Crouch, K. Jones)
5. I Dedicate (Part I) – 1:29 (Rochad Holiday, Brandy Norwood, Curtis Wilson, Jeffrey Young)
6. Brokenhearted – 5:52 (K. Crouch, K. Jones)
7. I'm Yours – 4:01 (Arvel McClinton III, Damon Thomas)
8. Sunny Day – 4:29 (R. Holiday, Mark Lomax, C. Wilson, J. Young)
9. As Long As You're Here – 4:45 (R. Holiday, M. Lomax, C. Wilson, J. Young)
10. Always on My Mind – 4:06 (K. Crouch)
11. I Dedicate (Part II) – 0:55 (R. Holiday, B. Norwood, C. Wilson, J. Young)
12. Love Is on My Side – 5:09 (Robin Thicke, D. Thomas)
13. Give Me You – 4:25 (R. Holiday, M. Lomax, Kenny Young, J. Young)
14. I Dedicate (Part III) – 1:01 (R. Holiday, B. Norwood, C. Wilson, J. Young)